# Moqueur à longue queue
Mimus longicaudatus
Espèce
Statut de conservation UICN

 LC  : Préoccupation mineure
Répartition géographique
Le Moqueur à longue queue (Mimus longicaudatus) est une espèce sud-américaine d'oiseaux de la famille des Mimidae.

## Répartition
Le Moqueur à longue queue se rencontre en Équateur et au Pérou.

## Description

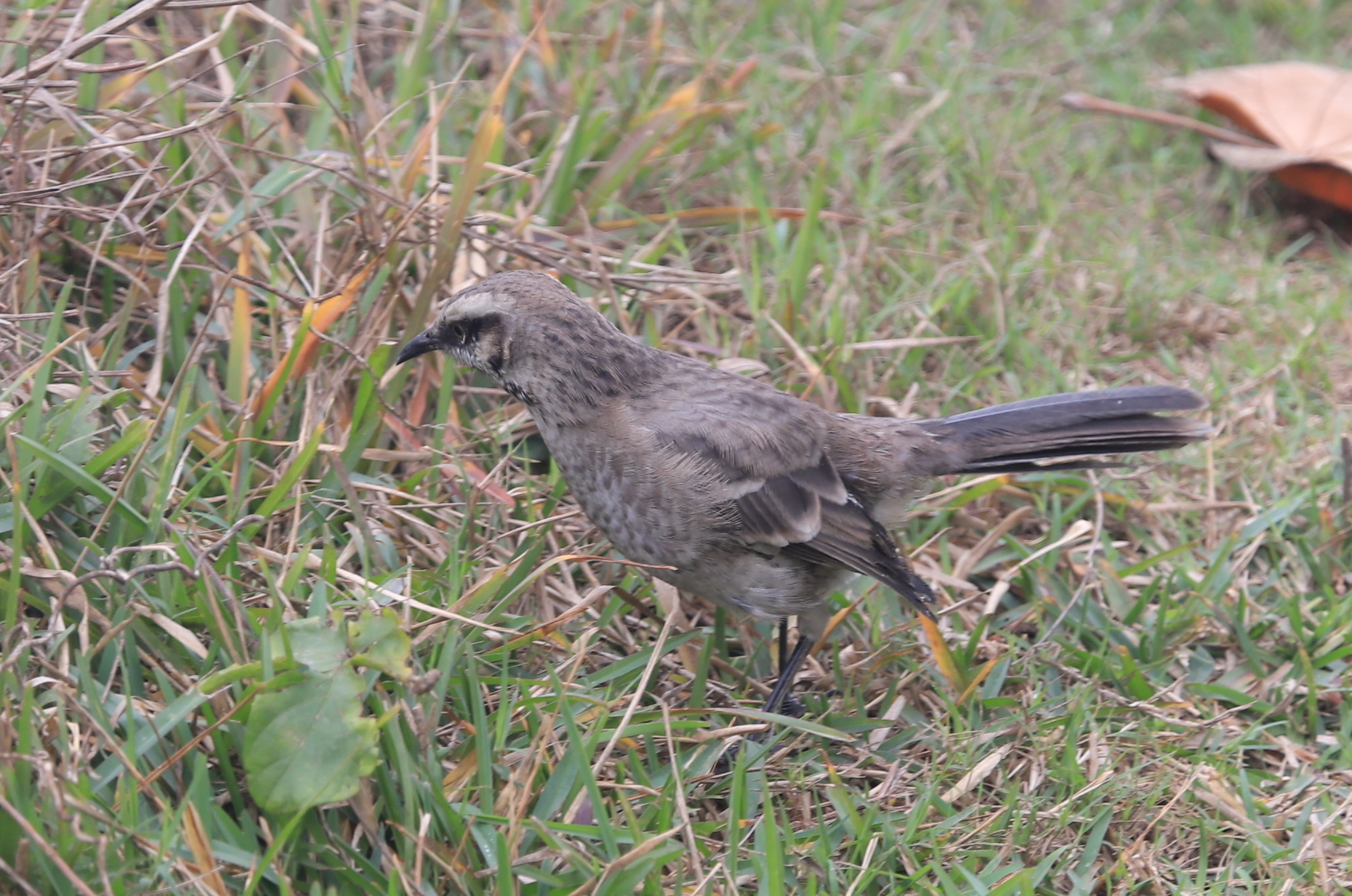
Un Moqueur à longue queue.

Le moqueur à longue queue mesure entre 27 et 29,5 cm de long et pèse en moyenne 54 à 79 g. Les mâles sont légèrement plus grands que les femelles, il s'agit du seul dimorphisme sexuel de l'espèce.
Les adultes de la sous-espèce nominale ont un large sourcil blanc et une bande noire traversant l'œil qui touche une tache noire sur la joue blanche. Leur parties supérieures sont gris brunâtre avec des stries plus foncées. Les ailes et la longue queue sont principalement brun, avec des taches blanches qui sont visibles en vol. La gorge, le ventre et les sous-caudales sont blancs et la poitrine et les flancs sont chamois à brun terne. Les juvéniles sont semblables aux adultes avec, en plus, des stries sur la poitrine.

## Mode de vie

### Habitat
Le Moqueur à longue queue habite dans des forêts sèches, mais aussi dans des plaines humides ou sur des maquis en haute altitude.

### Alimentation
Le Moqueur à longue queue est omnivore et se nourrit principalement d'invertébrés, de fruits et de baies.

### Reproduction
Il niche de décembre à juillet et est d'attitude très territoriale. Les œufs sont verdâtres avec des taches brun-rouge, ceux-ci peuvent être parasités par le vacher luisant.

## Liste des sous-espèces
Selon GBIF (24 avril 2025) :
- Mimus longicaudatus subsp. albogriseus Lesson, 1844
- Mimus longicaudatus subsp. longicaudatus
- Mimus longicaudatus subsp. maranonicus Carriker, 1933
- Mimus longicaudatus subsp. platensis Chapman, 1924

## Dénominations
Ce taxon porte en français le nom vernaculaire ou normalisé suivant : Moqueur à longue queue.

## Systématique
Le nom valide complet (avec auteur) de ce taxon est Mimus longicaudatus Johann Jakob von Tschudi, 1844.